# Zone de protection paysagère de Gerecse
La zone de protection paysagère de Gerecse (hongrois : Gerecsei Tájvédelmi Körzet, prononcé [ˈgɛɾɛtʃɛi ˈtaːjveːdɛlmi ˈkøɾzɛt]) est une aire protégée située à proximité de Tatabánya et dont le périmètre est géré par le parc national Duna-Ipoly. Cette zone s'étend aux monts de Gerecse.